# Hockey Club Rubí Cent Patins
El Hockey Club Rubí Cent Patins es un club de hockey sobre patines en línea fundado en el año 1992. Ha conseguido varios títulos importantes, entre los cuales se destacan la copa Confederación de Europa conseguido por el equipo sénior masculino en el año 2009 y la Copa del Rey conseguido también por el equipo sénior masculino las temporadas 2005/06 y la 2008/09. El equipo sénior masculino consiguió la medalla de bronce en la Copa de Federación celebrada en Trieste, Italia, en noviembre de 2010.
El club tiene alrededor de 200 socios.
La pista de hockey «Francesc Calvo» del HCR Cent Patins está ubicada en Passeig de les Torres de Rubí. La fase de clasificación de la Copa de Europa de hockey en línea se ha celebrado en el Pabellón de la Llana de Rubí, en octubre de 2011, organizado por el HCR Rubí Cent Patins.